# 伊達真
伊達 真（だて まこと）は、セガのアクションゲーム「龍が如くシリーズ」に登場する架空の人物。
担当声優は山路和弘。海外版ではビル・ファーマー。

## 概要
警視庁組織犯罪対策第四課 の刑事（階級は警部補→警部（8））。
服装は白のシャツの上にベージュのロングコートを羽織り、黒のスラックスを着用したスタイルで、『4』では黒いエプロンを着用している。妻帯者でもあり、沙耶という娘がいる。
「警察官」としての誇りを重じており、その誇りを守るためなら上層部に逆らう事も厭わないため、その反骨心の高さを上層部からは煙たがられている反面、須藤淳一や谷村正義などといった後輩達には「伝説の名刑事」などと呼ばれるなどして慕われている。また、足立宏一からは「頼れる数少ない警察仲間」だと紹介され、伊達本人も、「足立先輩」と称し、敬語で話している事や先輩として尊敬していると語られた。足立からは「まこっちゃん」と呼ばれている。
直接的な戦闘は『極』の「究極闘技」にて操作するパートがあるが、移動速度は低い上に大振りな攻撃しか出せない状態で敵を倒さなければならない。
外伝作品である『OF THE END』では主人公の相棒として登場し、使用武器はサブマシンガンで、親密度が低い状態で体力が少なくなると年齢のせいか、その場に座り込んでしまう。

## 劇中での活躍

### 本シリーズ

#### 龍が如く
31歳→41歳、捜査一課に所属。1995年、組を立ち上げる時期であった桐生が大切な時に事件を起こすのはおかしいと睨み、東城会直系堂島組組長である堂島宗兵殺害の真犯人を揚げようとする。一課の上司は暴力団員同士の事件故団員を逮捕出来ればいいとし、伊達は渋々従うも結局組対四課に左遷となる。10年後(2005年)、東城会三代目会長である世良勝の殺害事件を担当していることや個人的な思惑から再会した桐生に協力するようになり、一人娘である沙耶との和解を経て桐生の掛け替えのない友の一人となる。

#### 龍が如く2
42歳。かつて一課に就任したばかりの時は班長であった瓦とコンビを組んで尊敬していたが、瓦が不法入国者の外国人を次々と射殺したのを目の当たりにして不審を抱きながらも心の中では彼を心配していたことが明かされている。100億を巡る事件終結後は辞職して沙耶と一緒に暮らす道を選んだが、警視庁四課課長である須藤の依頼で嘱託として瓦と共に捜査をすることになる。瓦の死後は狭山薫と狭山民世に「瓦さんは本当の刑事でした」と語る。

#### 龍が如く3
44歳。京浜新聞社で記者活動を行い、桐生に東城会幹部の情報を提供するなどのサポートをする。サブストーリーではニューセレナのママに告白をするも断られてしまい気分をかつて逮捕された月島が逆恨みで自身に復讐を行おうとしている事に気付くもママを再び人質に捕られてしまう。ママの救出に向かうも逆に自身が追い詰められ、皮肉にも死んだ敬介と同じ状況になったことを月島に嘲笑されるも、自分は敬介とは違うと言い放った上で「死んだ男を悪く言うのは嫌だが、敬介は間違ってる。本当に大事なものを守るなら最後まで逃げずに戦い抜いて守るべきだ。大事なものはこの手で必ず守ってみせる。それが俺の誇りだ」とママに誓い、月島を射殺してママを救出した。

#### 龍が如く4 伝説を継ぐもの
45歳。記者活動は継続中だが、警察内ではいまだに有名らしく、谷村からは大先輩と呼ばれていた。親交のあるニューセレナのママが身内の不幸があったために帰省している期間だけ代理マスターとして店番をしているが、ラストには警視庁のヘリコプターで須藤と共に宗像の汚職の号外をばらまいた。事件後は谷村を部下にして須藤が仕切る捜査一課の刑事に復職した。桐生のサブストーリーでは店の裏で乳児が置き去りにされていたのを発見して保護するが、その乳児の母親が外国人の排斥を目論む組織に追われている事を知り、結果的に救助に繋がった。

#### 龍が如く5 夢、叶えし者
48歳。都内で起きたとある殺人事件の捜査を進める内にそれが全国五大都市を又にかけた巨大な陰謀に繋がるものであることを知る。

#### 龍が如く6 命の詩。
52歳。遥の轢き逃げを桐生に知らせ、自らも事件の捜査を後輩である本庄と共に担当する。その後、桐生と通じて情報をもたらすなどのサポートを行う。物語終盤、遥の病室にいたところを巌見恒雄の息がかかった警官に撃たれるが、何とか一命を取り留めた。その後は桐生が自身の死を偽装する交渉をしている様子を見届け、桐生に自分が死んだと伝えるように頼まれる。サブストーリーでは詐欺グループに自身の名を利用される事になる。

#### 龍が如く ONLINE
『ONLINE』では過去のエピソードで登場し、2013年にニューセレナのママにプロポーズするための指輪のために悪戦苦闘するストーリーが語られる。また、サイの花屋に自ら捜査した事件の調査を依頼するが、高額の費用を要求されてしまう。

#### 龍が如く7 光と闇の行方
55歳。最終章で足立宏一と共に神室町に戻ってきた春日一番の支援者となり、桐生達が事あるごとにアジトとして利用してきた、ニューセレナをアジトとして提供した。春日の目を見て、「俺の古いダチである、ある男に似ている」と感心した。

#### 龍が如く8
59～60歳。風間新太郎と澤村由美の墓で桐生と再会する。余命幾ばくもない桐生のエンディングノート作りに今までに関わってきた人への取次を行う。最後のページに神室町で遥とハルトに会うよう説得するが大道寺一派と交わした密約を破ることでもあり、エージェントに拉致され暴行を受けるが、桐生に助けられたことと、実際に桐生は遥とは会っていなかったので助命される。最後のノートが完成したことで桐生から今生の別れを告げられるが、桐生が己の死を受け入れ過ぎている事と、強さを示して来た者として戦い続ける義務を指摘し、「人生で一番の親友」として「諦めない限り桐生一馬は戻ってこられる」と告げた。これが桐生が考えを改め、病と戦う決意をさせる切っ掛けとなった。
また、ストーリー本編では、パレカナから狙われている春日らやラニを安全に日本に送り届けるため、山井が自らが以前属していた東城会直系田端組の組長である田端修二を殺害した事件の出頭と引き換えに、訓練中の海上保安庁の航空機に春日らが便乗できるように手配した。警官から階級名で呼ばれるシーンがあり、その際「警部」と呼ばれていることから昇進したことがうかがえる。春日らの日本上陸後には春日らと再開し、山井が逃亡した際には警官に追うように指示するが、トミザワの希望で春日らが山井を追うことを黙認した。なお、春日らの日本到着時点で、伊達はラニを守らなければならないと桐生から聞かされていることが語られている。

### 外伝シリーズ

#### 龍が如く OF THE END
46歳。隔離エリアに取り残されてニューセレナに逃げ込んでおり、空腹で動けなかったところを桐生に助けられる。その後は遥救出の協力を申し出た直後に宝石店で強盗殺人事件が発生し、隔離エリアに逃走した犯人を桐生と共に追って犯人が闇サイトで集めた急造チームで「カラス」と呼ばれる人物が絡んでいることを知るが、ホテル街に追い込んだところでカラス以外全員ゾンビによって殺されてしまう（後にカラスの策略だったことが判明する）。その後、逃走するカラスを追跡するが、カラスは仲間だったゾンビに襲われてゾンビ化してしまい、最終的には桐生と共に止めを刺した。